# Sherpa Light

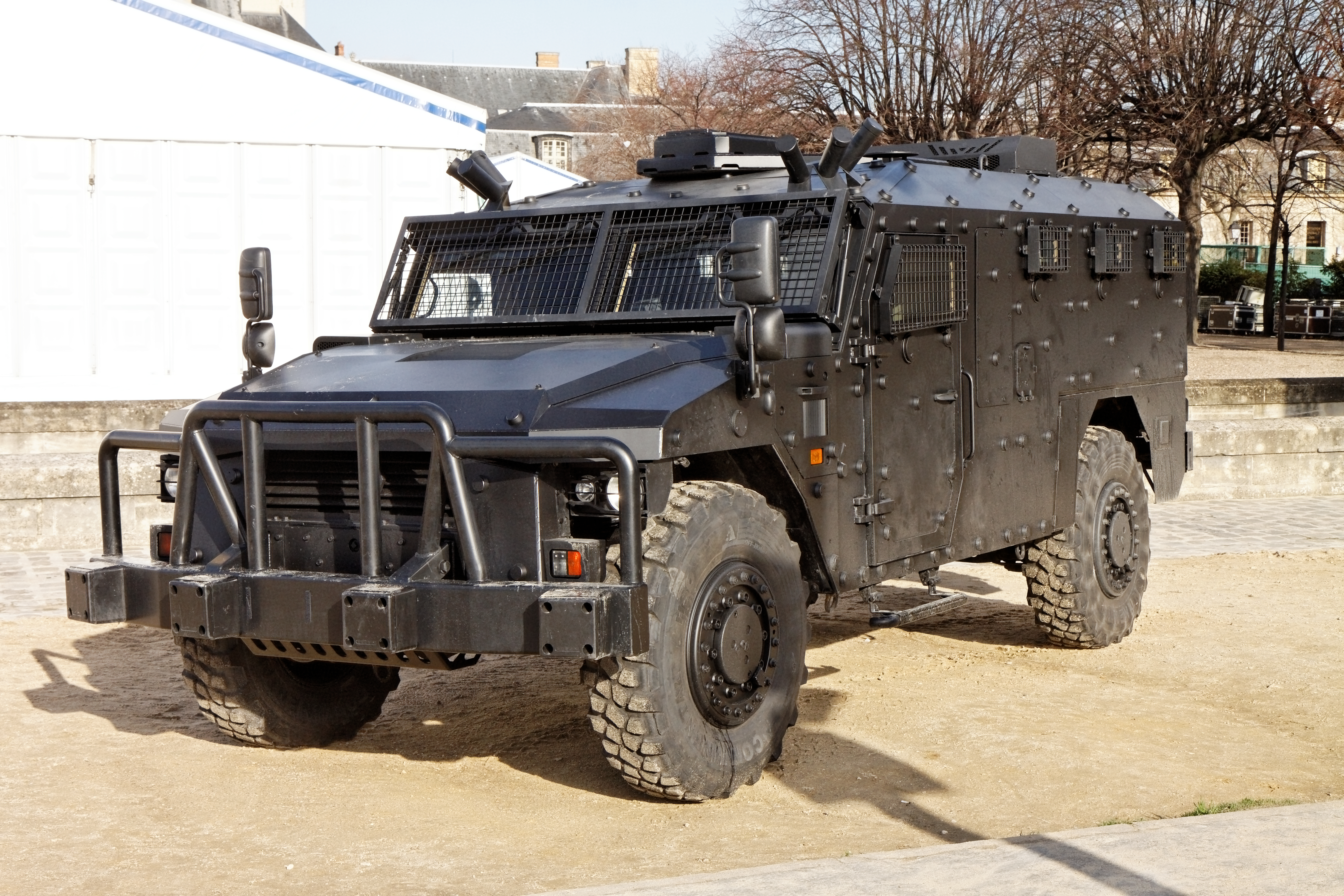
Renault Sherpa light Scout

O Sherpa Light é uma família de veículos 4x4 táticos e blindados leves desenvolvidos pela empresa francesa Renault Trucks Defense (RTD). Disponível em variantes não blindadas ou blindadas (kits balísticos, de minas e IED), o Scout é adequado para missões táticas como reconhecimento, patrulha, escolta de comboio e comando e ligação. É capaz de transportar até 4 ou 5 soldados ou uma carga total de até 4 toneladas.
A família Sherpa também está disponível para clientes na América do Norte e Oceania via Mack Defense.

## História
O Sherpa 2/3 foi apresentado oficialmente ao público no Eurosatory 2006 em Paris. com os primeiros modelos de produção feitos em 2007. Em 2010, mudou o nome de Sherpa 2 e 3 para Light.
O Sherpa Light foi exibido na Ásia na convenção BRIDEX 2011 ao lado do VAB Mk II em Brunei em 28 de julho de 2011.
Em 26 de outubro de 2011, Pindad exibiu uma versão indonésia do Sherpa conhecido como Elang durante um evento de exibição pública.
A Mack Defense apresentou o Mack Sherpa Light Scout pela primeira vez no evento 2014 Association of the United States Army AUSA Annual Meeting & Exposition (AUSA) em Washington DC. Em 2017, Mack promoveu a variante Sherpa Special Forces na Special Operations Forces Industry Conference em Tampa, Flórida.
Em abril de 2014, a Avibras ingressou na TUPI para ser avaliada no Centro de Avaliação do Exército Brasileiro (CAEx). Baseado no chassi Sherpa Light Scout em cooperação entre Avibras e Renault, destina-se a ser comercializado para o Exército Brasileiro para um novo Veículo Blindado Leve de Rodas Multirole sob a Viatura Blindada Multitarefa - Leve de Rodas (VBMT - LR; Wheeled Multirole Protected Vehicle) contra o Iveco LMV com decisão contratual antes do final de 2015.
Em 2015, os sherpas fabricados pela MACK foram apresentados à Guarda Nacional da Ucrânia para possíveis compras e avaliação.
Em 2016, os requisitos do Comando de Operações Especiais da França resultaram no desenvolvimento das Poids Lourd Forces Spéciales para operações de resposta rápida. O PLFS foi exibido pela primeira vez na exposição Eurosatory 2016 em 13 de junho de 2016.  Foi oficialmente certificado pela Direction générale de l'armement em 31 de janeiro de 2017. No Brasil, a TUPI perdeu um contrato potencial para o programa VBMT-LR do Exército Brasileiro quando o Exército Brasileiro anunciou em 14 de abril de 2016 que o Iveco LMV será selecionado como o novo veículo 4x4, seguido por outro anúncio em 1º de setembro, 2016 que 1.464 LMVs serão adquiridos.
Depois que a RTD foi renomeada como Arquus em 24 de maio de 2018, a pesquisa e o desenvolvimento continuaram no Sherpa, o que levou à criação do Sabre como seu primeiro produto da marca Arquus quando foi apresentado nas Forças Especiais de 2019 na Exposição de Defesa (SOFINS). Os testes de campo foram realizados com um míssil MMP disparado do Sabre sob a direção da Direction Générale de l'Armement em fevereiro de 2021.
Em 19 de maio de 2020, a Arquus anunciou a produção bem-sucedida do 1000º veículo Sherpa Light.
Na convenção EDEX 2021, foi anunciado que a Arquus irá colaborar com o Departamento de Veículos do Ministério da Defesa do Egito – Complexo Industrial de Engenharia. O chassis é fornecido pela Arquius.
Em 22 de setembro de 20221, a Arquus se ofereceu para trabalhar com a Romênia na fabricação do Sherpa Light sob licença sob uma proposta de maior cooperação de defesa franco-romena.

## Variantes

### Variantes francesas
As seguintes variantes são fabricadas pela Renault Trucks Defense e, posteriormente, pela Arquus.

### Pré-2010
- Sherpa 2 : Versão básica com quatro lugares e capacidade de carga de 2,5 metros cúbicos e 2 toneladas.[4][31]
- Sherpa 3 : Versão básica com dois assentos, sem cabine blindada e capacidade de carga de 3,5 toneladas.[5][4][31]
- Sherpa 3A : Igual ao Sherpa 3, mas com cabine blindada.[5]
- Sherpa 3 Grand Volume : Corpo de chassis longo com espaço para 10 pessoas.[5]
- Sherpa 3 Special Forces : Veículo de ataque leve em operações de forças especiais.[7]
- Sherpa 3 High Intensity : Para unidades de forças especiais operando em funções de reconhecimento.[5][7]

### Pós-2010
- APC : Versão de 3 portas que pode transportar até 10 pessoas com capacidade para ter armas montadas na parte superior.[32][33]
- Escada de Assalto : Projetada para forças antiterroristas que possuem plataforma modular com rampa hidráulica e escadas de até 8,5 m.[34]
- Scout : Veículo de 4 portas destinado a Reconhecimento, Patrulhamento, Vigilância e Posto de Comando com um máximo de 5 pessoas.[35] O para-brisa e as portas podem ter janelas balísticas.[9] Vendido através da MACK Defense como Sherpa Scout.[36]
- Forças Especiais : Veículo de ataque leve com provisões para montar armas em cima e capaz de montar kits de proteção blindada e de minas.[37] Pode acomodar duas pessoas na frente, uma na parte traseira para um artilheiro e outra para mais uma pessoa na parte traseira.[9] Vendido através da MACK Defense como Forças Especiais Sherpa.[38]
  - Poids Lourd Forces Spéciales ou Special Forces Heavy Weight : Veículo personalizado feito sob pedido com base nos requisitos das forças especiais francesas.[20][39] Conhecido por ter uma versão de combate e logística.[39] Pode ser equipado com dois rádios e um guincho de auto-recuperação, tendo pelo menos mais assento para outra pessoa, com capacidade para 5 pessoas.[39] Tem um motor mais forte em 265 cv.[21]
  - Sabre : Uma variante mais desenvolvida do veículo SF,[25] Arquus revelou ao público na exposição SOFINS 2019.[9] Semelhante ao PLFS, exceto que pode montar mais rádios/outros equipamentos C4ISR quando necessário.[9]
- Station Wagon : Versão 5 portas do Scout projetada para Reconhecimento, Patrulhamento, Vigilância, Transporte de Sistemas e Segurança Interna com um máximo de 5 pessoas.[40][41]
- Portador do Sistema de Armas : Projetado para operar com arma montada na plataforma do veículo.[42][43] Vendido através da MACK Defense como Sherpa Carrier.[44]
- Ambulância Blindada[9]
- Veículo de Segurança Interna[45]

### Variantes estrangeiras
- Mack Sherpa : versão americana do Sherpa, revelada pela primeira vez em 2014.[12]
  - Mack Sherpa Hawkeye 105mm : Um Sherpa Carrier com um obus de 105mm montado no Grupo Mandus.[46]
- Avibras TUPI : Versão brasileira lançada em 2014 para o programa VBTR-LR do Exército Brasileiro.[17] [a] Deveria ser equipado com uma estação de armas controlada remotamente ARES Aeroespacial & Defesa REMAX ou montagem em anel blindada W&E Platt MR550 armada com uma metralhadora 7,62x51 mm ou 12,7x99 mm, ou 40 mm lançador de granadas automático.[17]
- Pindad Elang : versão indonésia do Sherpa Light em colaboração com a Renault.[11]

## Operadores

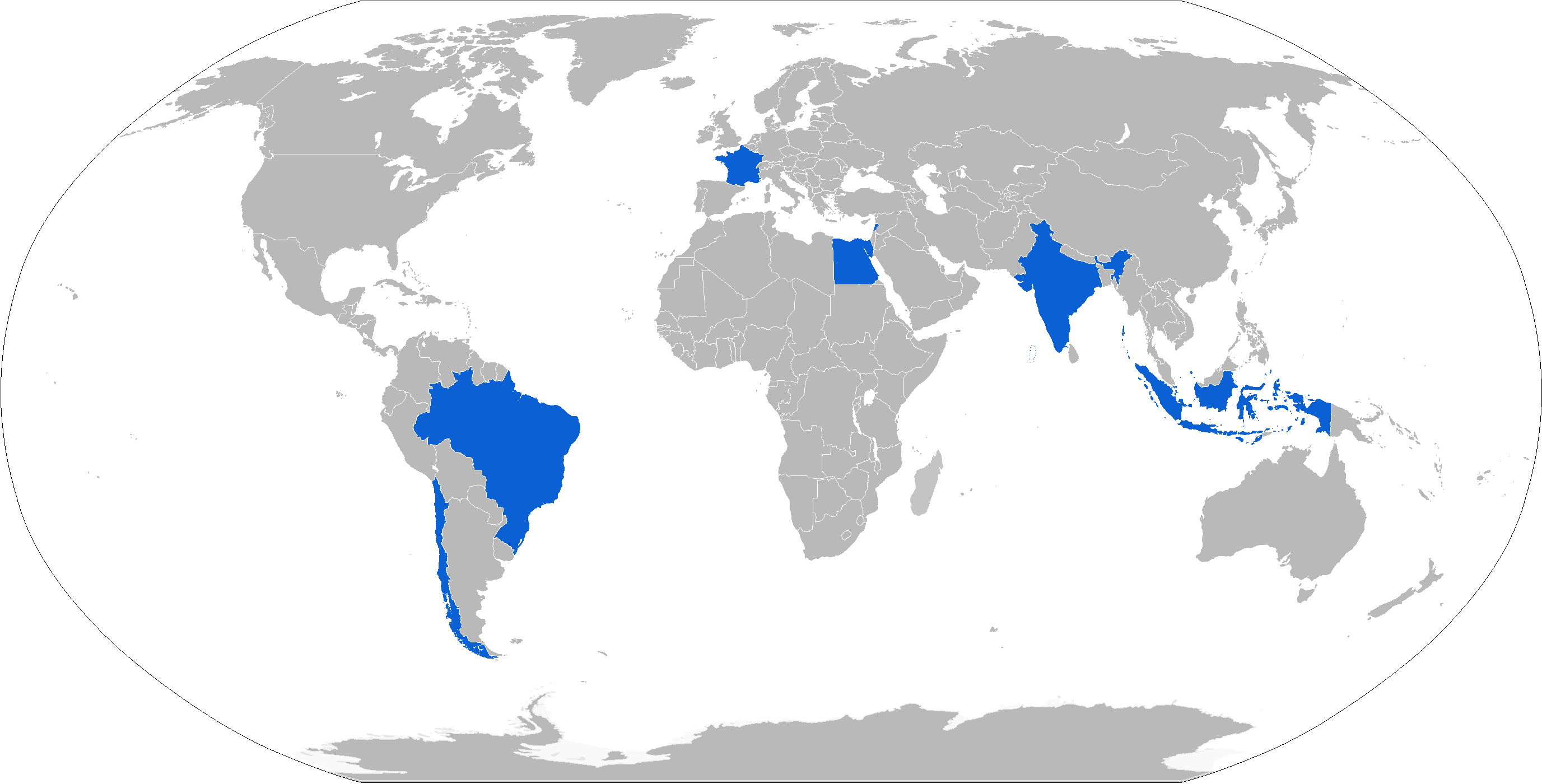
Mapa dos operadores do Renault Sherpa 2 em azul